# Nhã ngôn
Nhã âm,, đầy đủ là Trung Nguyên Nhã âm (còn gọi là Nhã ngôn, Nhã ngữ,  Thông ngữ, Chính âm, Hạ ngôn hay Chính ngôn), là ngôn ngữ thông dụng của các triều đại ở Trung Quốc từ thượng cổ đến sau này, thông hành ở chốn trung ương quân chủ, quan lại và quần thể văn nhân.
Khổng Tử thích lời nói nhã nhặn,  Kinh Thi, Kinh Thư và chấp hành Lễ, đều là những lời thanh nhã cả.
Hoạt động văn học, văn hóa, trứ thuật tại thời kỳ Xuân Thu của Khổng Tử hết thải dùng nhã ngôn giao lưu và dạy học nhã ngôn, cùng các hoạt động lễ nghi như cát lễ, hung lễ, quân lễ, tân lễ, gia lễ và san định Thi kinh, Thượng thư.
Sấm Vĩ thư thời Hán giảng rằng Khổng Tử tạo tác Nhĩ Nhã, Khổng Tử truyền là: Nhĩ Nhã dĩ quán ư cổ. Nhĩ Nhã là một cuốn sách ghi lại âm thanh nguyên gốc của thời đại đó, có ý nghĩa gần đúng, phù hợp Nhã ngôn. Nhĩ Nhã là tổ tiên của những bộ tự điển Trung Quốc ghi lại chữ nghĩa Nhã ngôn, phương pháp dạy dùng nghĩa, phát triển ra nhiều cuốn sách trang nhã. Như bộ Quảng Nhã thời Ngụy, Bi Nhã thời Tống, Biền Nhã và Thông Nhã thời Minh. Tất cả các loại sách kể trên là những loại mà sau này hậu thế gọi là sách Huấn cổ học, đó là một kiểu sách học để người thời Lưỡng Hán về sau diễn giải những cuốn sách cổ của trước thời nhà Tần. Học tập Nhĩ Nhã cũng là đang nghiên cứu về Nhã ngôn.